# Tokyo Rose

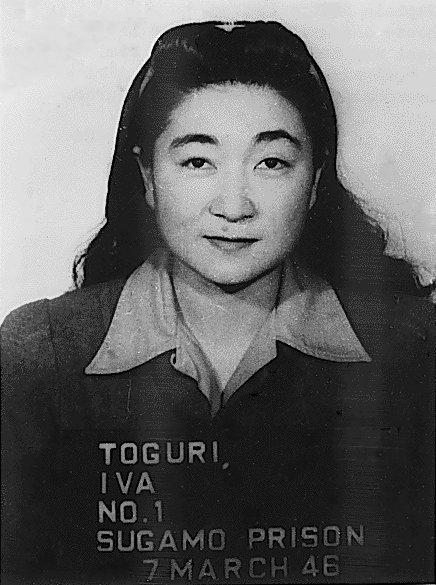
Iva Toguri D'Aquino; een van de vrouwen die bekend raakte onder de naam 'Tokyo Rose'

Tokyo Rose was de naam die Amerikaanse troepen gaven aan een aantal Engelssprekende presentatrices die via de radio Japanse propaganda onder Amerikaanse militairen verspreidden tijdens de Tweede Wereldoorlog.
De programma's bestonden uit populaire platen die "aan elkaar gepraat" werden door de presentatrices. Op sensuele toon werd geschetst hoe mooi het leven thuis was, waar nu de thuisblijvers met de vriendinnen van de soldaten aan de haal zouden gaan en hun banen in zouden pikken, terwijl hun kameraden als vliegen stierven. Men trachtte de soldaten ervan te overtuigen dat de aanval van de geallieerden wederrechtelijk was en dat de Japanners alleen maar hun eigen land verdedigden. Zij zouden door hun leiders als "kanonnenvoer" ingezet worden terwijl grootindustriëlen vette oorlogswinsten boekten. De uitzendingen misten hun doel volledig maar de pogingen om de soldaten te ontmoedigen en tot desertie aan te zetten werden door de geallieerden wel serieus genomen.
Men heeft dan ook getracht te achterhalen wie Tokyo Rose nu in werkelijkheid was of waren. De Japans-Amerikaanse Iva Toguri D'Aquino was de waarschijnlijkste kandidaat, zij werd uiteindelijk gearresteerd en veroordeeld wegens landverraad. In 1977 kreeg ze gratie van president Ford, na al jaren in de gevangenis te hebben doorgebracht. Een andere mogelijke verdachte was Amelia Earhart die in 1937 boven Japans mandaatgebied nabij het eiland Howland (Phoenixeilanden) was verdwenen, maar die ten tijde van de Japanse radiopropaganda hoogstwaarschijnlijk al was overleden.
De uitzendingen hadden weinig tot geen effect op de geallieerde moreel, maar werkten eerder op de geallieerde lachspieren.